# Tetrahedron: Asymmetry
Tetrahedron: Asymmetry è stata una rivista scientifica internazionale peer-review non-OA con frequenza mensile che racchiudeva tutti gli aspetti dell'asimmetria nella chimica organica, chimica inorganica, chimica metallorganica, chimica fisica e chimica bio-organica.
La rivista ha terminato la pubblicazione a partire dal dicembre 2017, ed è stata assorbita dalla Tetrahedron e dalla Tetrahedron Letters che pubblicano articoli notevoli nel campo della sintesi enantioselettiva.
Secondo il Journal Citation Reports, la rivista aveva nel 2014 un impact factor di 2.155.

## Articoli notevoli
I primi articoli più citati pubblicati dal 2016, estratti dalla rivista Scopus. 
- (EN) Bilel Bdiri; Boa Jing Zhao; Zhi Ming Zhou, Recent advances in the enantioselective 1,3-dipolar cycloaddition of azomethine ylides and dipolarophiles, in Tetrahedron: Asymmetry', vol. 28, n. 7, 2017,  pp. 876-899, DOI:10.1016/j.tetasy.2017.05.010.
- (EN) Majid M. Heravi; Mahzad Dehghani; Vahideh Zadsirjan, Rh-catalyzed asymmetric 1,4-addition reactions to α,β-unsaturated carbonyl and related compounds: An update, in Tetrahedron: Asymmetry, vol. 27, n. 13, 2016,  pp. 513-588, DOI:10.1016/j.tetasy.2016.05.004.
- (EN) Majid M. Heravi; Vahideh Zadsirjan; Mahzad Dehghani; Nastaran Hosseintash, Current applications of organocatalysts in asymmetric aldol reactions: An update, in Tetrahedron: Asymmetry, vol. 28, n. 5, 2017,  pp. 587-707, DOI:10.1016/j.tetasy.2017.04.006.